# Westwood Village Memorial Park Cemetery
Westwood Village Memorial Park Cemetery  là một nghĩa trang nằm ở Westwood thuộc Los Angeles, California, Hoa Kỳ. Nghĩa trang là nơi an nghỉ của nhiều ngôi sao điện ảnh cũng như các nhân vật quan trọng của Hollywood và nhiều người nổi tiếng khác.

## Những người nổi tiếng an nghỉ tại nghĩa trang
- Truman Capote (1924-1984), nhà văn, biên kịch, diễn viên
- John Cassavetes (1929-1989), đạo diễn, biên kịch, diễn viên, nhà sản xuất
- James Coburn (1928-2002), diễn viên
- Paula Coburn (1955-2004), diễn viên, vợ của James Coburn
- Dương Đức Xương (Edward Yang, 1947-2007), đạo diễn Đài Loan
- Farrah Fawcett (1947-2009), diễn viên chính của loạt phim Những thiên thần của Charlie
- Janis Joplin (1943-1970), ca sĩ (được hỏa táng tại nghĩa trang)
- Gene Kelly (1912-1996), diễn viên, vũ công, đạo diễn (được hỏa táng tại nghĩa trang)
- Burt Lancaster (1913-1994), diễn viên
- Jack Lemmon (1925-2001), diễn viên
- Dean Martin (1917-1995), diễn viên, ca sĩ
- Marilyn Monroe (1926-1962), diễn viên, ca sĩ, người mẫu
- Donna Reed (1921-1986), diễn viên
- George C. Scott (1927-1999), diễn viên
- Sidney Sheldon (1917-2007), nhà văn
- Josef von Sternberg (1894-1969), đạo diễn
- Billy Wilder (1906-2002), đạo diễn
- Natalie Wood (1938-1981), diễn viên
- Darryl F. Zanuck (1902-1979), ông chủ hãng phim 20th Century Fox
- Frank Zappa (1940-1993), nhạc sĩ